# Samuel Daniel
Samuel Daniel (1562 - 14 octobre 1619), est un poète, dramaturge du Théâtre élisabéthain et historien anglais.

## Biographie
Né près de Taunton, dans le Somerset, Samuel Daniel est fils d'un maître de musique. Il est le frère du luthiste et compositeur John Daniel (ou Danyel). En 1579, il est admis au Magdalen Hall (aujourd'hui Hertford College), à l'université d'Oxford, où il reste trois ans avant de se consacrer à l'étude de la poésie et de l'histoire. En 1586, un Samuel Daniel est cité comme étant au service d'Edward Stafford, ambassadeur d'Angleterre en France sous le règne d'Élisabeth Ire. Il s'agit probablement de la même personne.
Samuel Daniel est sans doute initié à la poésie par la célèbre Mary Sidney, comtesse de Pembroke, dont il chante les louanges à de nombreuses reprises dans ses œuvres. Il est entré à son service en tant que précepteur de son fils, William Herbert.
Le premier ouvrage connu de Samuel Daniel est une traduction de Paulus Jovius imprimée en 1585, à laquelle il ajoute quelques-unes de ses propres pièces.
Son premier recueil de poésie, paru en 1592, contient le cycle des Sonnets à Délie et une romance intitulée La Complainte de Rosamonde. Vingt-sept de ses sonnets avaient été antérieurement publiés sans le consentement de l'auteur à la fin d'Astrophel et Stella de Philip Sidney. Les Sonnets à Délie connaissent plusieurs éditions en 1592 et le recueil est réédité à de nombreuses reprises au cours de la vie du poète. Les sonnets sont dédiés à l'évocation de Délie, une jeune femme bien-aimée qui vit sur les bords de l'Avon. Ils furent inspirés par les souvenirs du poète au temps où il séjournait en Italie.
Dans l'édition de 1594 des Sonnets à Délie et de La Complainte de Rosamonde, Samuel Daniel ajoute la tragédie Cléopâtre, pièce écrite dans le style classique, en vers héroïques et rimes alternées, avec des chœurs lors des interludes.